# 天朝田畝制度
天朝田畝制度（てんちょうでんぽせいど）は太平天国が天京に都を定めた1853年に発布した政策綱領。内容は土地制度の改革が中心であったが、中央と地方の政治制度、さらには経済制度にも及ぶものであった。

## 内容
1. 土地制度に関するもの。土地を生産高によって9つの等級に分け、その分配の原則と方法を示した。「田があれば皆で耕し、食糧があれば皆で食い、衣服があれば皆で着用し、貨幣があれば皆で使用し、均しくないところはなく、餓える者もいない」理想社会を実現しようというものであった。
2. 生活物資の分配に関するもの。
3. 農村の社会組織に関するもの。農村を太平天国の軍制に合わせて、軍、師、旅、卒、両司馬という組織に編成しなおす。
4. 人事制度。各級の職官を朝内官・軍官・地方の郷官の3種に分け、毎年一回人材の推薦を行い、3年に一回昇進と格下げを行う。
5. 教育制度。25戸ごとに礼拝堂を1つ建て、礼拝堂が学校を兼ねて宗教教育を行う。
6. 司法制度。各軍に「典刑法」2人を置き、正典刑法は師帥が、副典刑法は旅帥が兼任する。民間の訴訟があった時にはまず両司馬が調停・解決にあたり、解決できなかった時には逐次上級の郷官が調停に当たる。

## 実施状況
『天朝田畝制度』は発布されたものの、頻繁に行われた戦争やその他の要因によって、結局実施されることはなかった。